# 1301 en santé et médecine
| Années de la santé et de la médecine : 1298 - 1299 - 1300 - 1301 - 1302 - 1303 - 1304    |
| Décennies de la santé et de la médecine : 1270 - 1280 - 1290 - 1300 - 1310 - 1320 - 1330 |

Cet article présente les faits marquants de l'année 1301 en santé et médecine.

## Événements

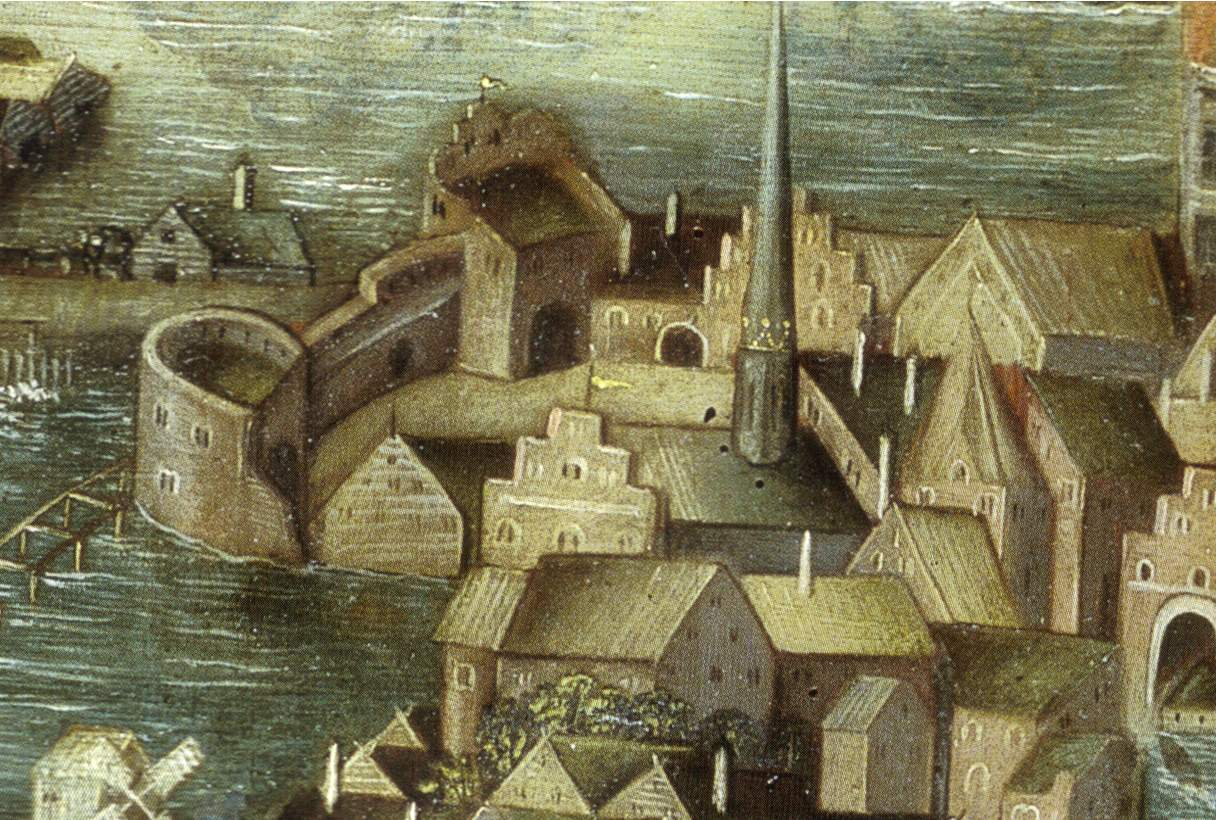
Stockholm
L'Île du Saint-Esprit

- Août : un « règlement en faveur des maîtres de chirurgie » porte défense à une trentaine de barbiers parisiens d'exercer la chirurgie avant d'avoir été examinés par des maîtres en cet art[2].
- L'ordonnance qui oblige les chirurgiens de Paris à « déclarer au prévôt les blessés dans des conditions suspectes » est étendue à l'ensemble des barbiers et barbiers chirurgiens de la ville[3].
- Décret de la faculté de médecine de Paris qui défend aux médecins juifs de soigner les chrétiens[4].
- Une maison-Dieu des Apôtres est mentionnée à Paris[5].
- La maison du Saint-Esprit de Stockholm, en Suède, est mentionnée pour la première fois[6].
- Jean Ier, comte de Chalon-Arlay, fonde des hôpitaux en Franche-Comté, à Monnet, Montigny et Rochefort, tous trois ruinés en 1479 par les troupes de Louis XI[7], ainsi qu'un hôpital à Arlay[8] et un autre à Sainte-Agnès, ce dernier qui sera réuni en 1696 à l'hôpital du Saint-Sépulcre de Salins[9].
- Jean II, comte de Chalon-Auxerre, frère de Jean Ier de Chalon-Arlay, fonde en Franche-Comté des hôpitaux à Orgelet, Arinthod et Saint-Julien, qu'il place sous l'autorité des frères du Saint-Esprit[10].

## Personnalités
- Fl. Martin de Montevillia, médecin de Charles Ier, comte d'Anjou[11].
- 1301-1328 : fl. Jean de Padua, chirurgien de Philippe le Bel, qui, en 1327-1328, soigne au château de Conflans le fou de Mahaut, comtesse d'Artois[11].

## Décès
- 1301 au plus tard : Thomas le Bourguignon[12] (né à une date inconnue), médecin français né à Thonon, dans le comté de Savoie, auteur d'un Traité d'hygiène achevé en 1286[13].